# Gambia en los Juegos Olímpicos de Atenas 2004
Gambia estuvo representada en los Juegos Olímpicos de Atenas 2004 por dos deportistas, un hombre y una mujer, que compitieron en atletismo.
El portador de la bandera en la ceremonia de apertura fue el atleta Jaysuma Saidy Ndure. El equipo olímpico gambiano no obtuvo ninguna medalla en estos Juegos.